# La Haie-Fouassière
La Haie-Fouassière är en kommun i departementet Loire-Atlantique i regionen Pays de la Loire i nordvästra Frankrike. Kommunen ligger i kantonen Vertou-Vignoble som tillhör arrondissementet Nantes. År 2022 hade La Haie-Fouassière 4 734 invånare.

## Befolkningsutveckling
Antalet invånare i kommunen La Haie-Fouassière
| Referens: INSEE |